# Les Prodiges de la vie
 (novembre 2019).
- Si vous ne connaissez pas le sujet, laissez ce bandeau (vous pouvez alors contacter les auteurs).
- Si vous supprimez le contenu mis en cause (vous pouvez préalablement contacter les auteurs),

argumentez précisément cette suppression dans la page de discussion
(un manque de référence n'est pas un argument ; une recherche réelle de référence doit avoir été effectuée, être formellement documentée).
Les Prodiges de la vie est une nouvelle de l'écrivain autrichien Stefan Zweig (Die Wunder des Lebens), publiée pour la première fois en 1904 au sein du recueil de nouvelles intitulé L'Amour d'Erika Ewald. Elle est traduite en français en 1990.

## Résumé
Cette nouvelle, d'une centaine de pages au format poche, se déroule à Anvers, au moment de la furie iconoclaste de 1566. À la suite d'une promesse faite au Seigneur, un homme riche et pieux souhaite faire don d'un tableau à son église en remerciement de la guérison miraculeuse de sa mère, et demande à un vieux peintre de réaliser pour lui une représentation de la Vierge.
Ne trouvant pas de modèle à sa convenance, le vieil homme se croit d'abord incapable de réaliser un tel portrait. Il est prêt à renoncer lorsqu'une jeune fille apparaît à son balcon alors qu'il marchait dans la ville, tel un message divin. Immédiatement, il réalise que c'est elle qui lui servira de modèle.
Aussi prend-il la décision de la rencontrer, afin de lui proposer de poser pour le tableau de la Vierge. Il se présente, et apprend par son père adoptif, gérant d'une taverne dans laquelle elle officie discrètement, que cette jeune fille est juive — c'est d'ailleurs la seule du village —, que toute sa famille est morte, et qu'elle ne sort ni ne parle à personne. Le peintre lui propose, avec l'accord de son père, de prendre rendez-vous tous les après-midis, afin qu'elle lui serve de modèle pour le tableau. D'abord méfiante, la jeune fille finit par accepter.
Voyant qu'il n'arrive pas à rendre la jeune fille crédible en tant que Marie Sainte Vierge, le peintre décide de la représenter en Vierge à l'Enfant, et se fait confier un bébé pour les besoins du tableau. La nudité du nourrisson est un obstacle difficile à franchir pour cette jeune fille juive peu habituée à voir des corps nus. Mais au fur et à mesure, elle s'y habitue, et finit par développer un amour quasi maternel envers cet enfant.
À mesure que se déroulent les séances de pose, une relation fragile faite paradoxalement de méfiance et de confiance, s'instaure entre le vieil homme et son modèle, qui commence à se confier. Le peintre, ayant d'abord tenté de la faire adhérer aux principes du catholicisme, découvre peu à peu le mal qu'a affronté cette jeune fille et sa famille au nom des religions, et décide de ne plus tenter de la convertir, mais de l'accepter et de l'aimer telle qu'elle est.
Dans le même temps, le contact physique quotidien avec le tout jeune enfant éveille chez la jeune fille des sensations d'amour et d'envie de protection inconnues. Les liens tissés avec l'enfant se resserrent à mesure que ceux qui la reliaient à l'artiste se distendent.
Heureux de constater que son talent ne l'a pas abandonné, ce dernier retarde autant que possible l'achèvement de son œuvre. 
Peu de temps après que le tableau eût été présenté et disposé dans l'église, les émeutes se font de plus en plus fréquentes et de plus en plus virulentes. De son côté, l'enfant parti, la jeune fille n'a plus pour seule envie que de contempler quotidiennement le tableau les unissant à jamais.
Malheureusement, l'amour ne sort pas toujours victorieux contre les pulsions de mort du genre humain, quand il décide que seule sa religion doit exister.

## Analyse
Déjà, dans cette œuvre précoce, les thèmes chers à Stefan Zweig sont présents : l'illumination d'une rencontre improbable, le sens de la vie, la religion. Mais elle présente également l'érudition de Zweig qui, comme le montreront par la suite ses biographies (Érasme, Fouché, Marie Stuart, Marie-Antoinette), possède un grand goût pour l'Histoire.